# Böckstein
Böckstein ist ein Dorf sowie ein Ortsteil der Gemeinde Bad Gastein im Gasteiner Tal (Pongau, Salzburg, Österreich).

## Lage

Nordportal Tauerntunnel, ca. 1911

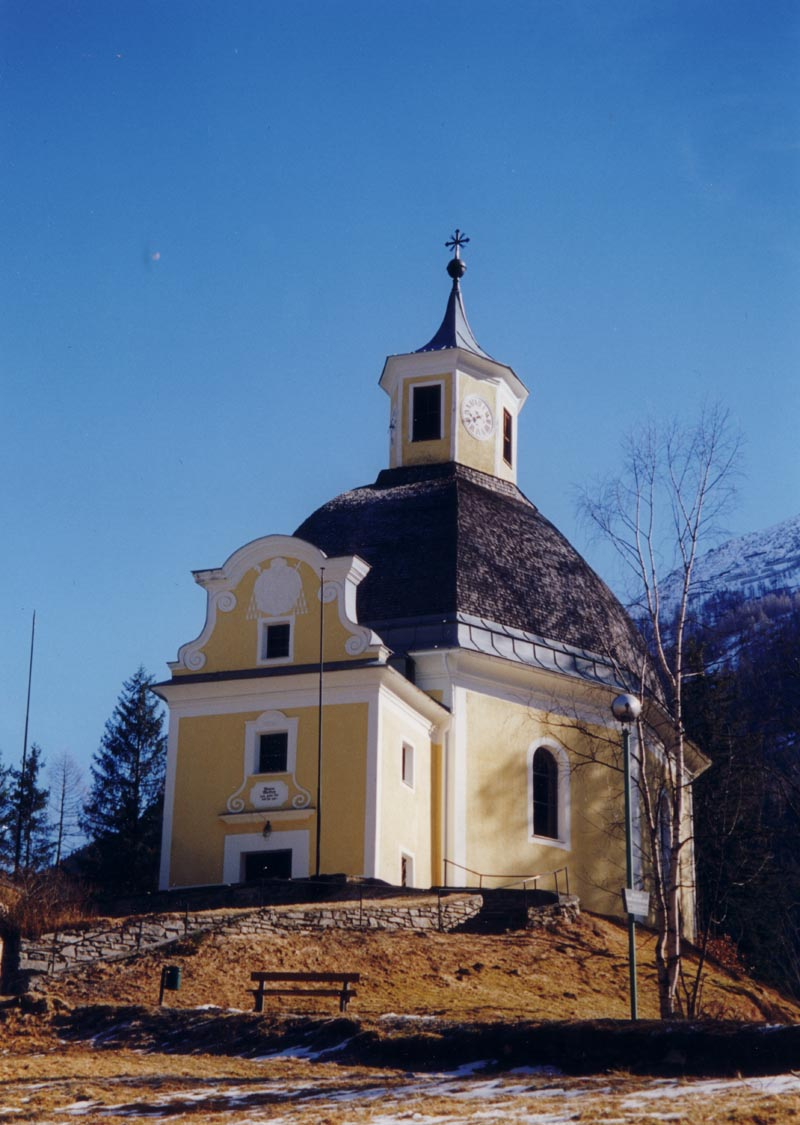
Böcksteiner Kirche Maria zum guten Rat. Erbaut 1764–1767. Aufnahme 1997

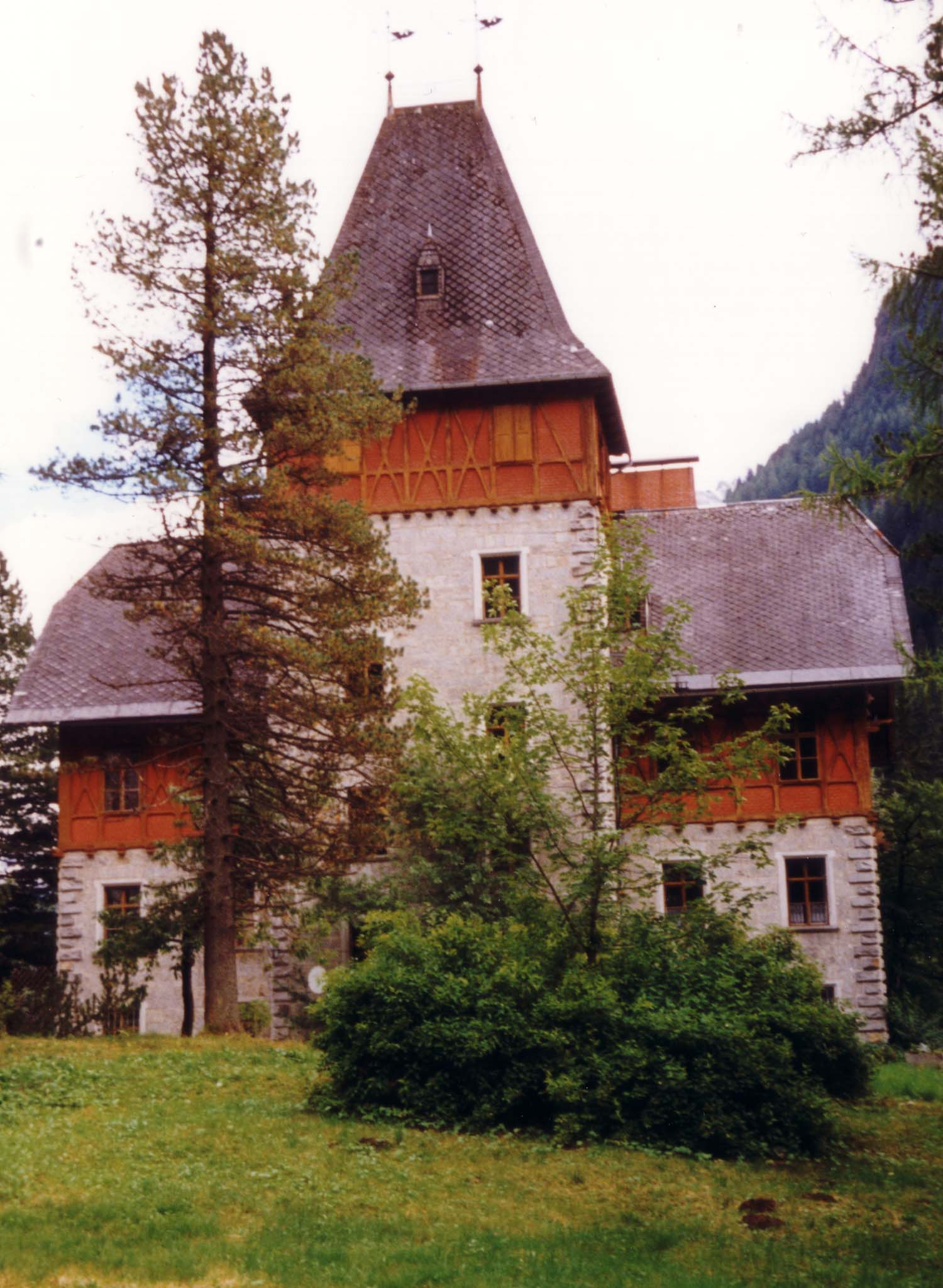
Jagdschloss Czernin

Der Ort liegt hinter Bad Gastein, dort wo sich das Tal in das Naßfelder Tal Richtung Sportgastein und das Tal des Anlaufbachs teilt, am Fuß des Radhausbergmassivs.
Die Heilstollenstraße führt hier in das Naßfelder Tal zum Gasteiner Heilstollen; an deren Ende beginnt eine Mautstraße zum Naßfeld (Sportgastein). Entlang des alten Weges befinden sich drei Wasserfälle: der Schleierfall, der Kesselfall und der Bärenfall. Unterhalb des Kesselfalls liegt normalerweise auch im Sommer noch Schnee über dem Bach, da dort im Winter gewaltige Lawinen die Felsen herabstürzen und im Sommer die Sonne diesen Platz kaum erreicht. 
Im Böcksteiner Anlauftal befindet sich das 1909 fertiggestellte Nordportal des zweigleisigen Tauerntunnels der Tauernbahn. Diese führt hier durch den Alpenhauptkamm (an dieser Stelle die Hohen Tauern) nach Mallnitz in Kärnten. Hier besteht auch die Möglichkeit zur Autoverladung, um mit der Autoschleuse Tauernbahn durch den Tunnel nach Mallnitz zu gelangen.

## Namenkunde
Der Name der Katastralgemeinde geht auf das altslawische peƈ zurück und bedeutet ‚Ofen‘ (Schmelzofen?) und damit sekundär ‚Stein‘ bzw. ‚Felswand‘ – das Gasteinertal war eine nördliche Ausbuchtung des Siedlungsgebiets der Slawen (vergl. Welsche). Urkundlich erwähnt wurde der Ort bereits 1427 als Peckstein. Dieser Name bildete sich aus der Gegendbezeichnung In der Beck und dem tautologischen, deutschen Zusatz -stein.

## Geschichte
Durch dieses Tal führte bereits im Altertum die Römerstraße über die Tauern (Gasteiner Tauern, beide etwa 2450 Meter Seehöhe). Ein interdisziplinäres Forschungsprojekt wies Reste von römischen Fahrstraßen am Korntauern/Hohen Tauern und am Mallnitzer Tauern/Niederen Tauern sowie im Bockharttal nach.
Am 14. Januar 1741 wurden das Pochwerk und das Gold-Waschwerk in der Peck durch eine mächtige, von der Fuchsleiten kommende Lawine zerstört und weitere Gebäude stark beschädigt. Der Ausfall der Anlagen unterbrach die Produktionskette und drohte, den Schmelzofen in Lend zum Stillstand zu bringen. Mit Hochdruck wurde im Frühling 1741 ein Notbetrieb eingerichtet und ein Ort für den Aufbau einer neuen Gesamtanlage gesucht. Das Bergwerkskonsilium entschied sich für den Standort des heutigen Altböckstein. Bis Anfang 1743 wurden eine heute noch in Resten sichtbare Hauptwehr, ein Wasserkanal für das Energiewassergerinne, die Achenbrücke, das Verwalterhaus (heute Pfarrhof Böckstein), das Wohngebäude für Wäscher und Sackzieher, der heutige Salzstadel als Zimmermannswerkstätte und eine Badestube errichtet.
Ein Hauptaugenmerk galt der technischen Modernisierung. 1746 wurde ein großer Pocher mit drei Rädern eingerichtet, der eine höhere Leistung als die beiden alten Pocher in der Peck mit zusammen fünf Rädern brachte. Die neuen Wasch-Stoßherde wurden durch eine wassergetriebene Mechanik in die Rüttelbewegung versetzt.
Der Verwalter konnte von seinem Haus aus den gesamten Gebäudekomplex überblicken, dessen räumliche Einheit dem Diebstahl von Gold vorbeugen sollte.
Der gesamte Gebäudekomplex von Altböckstein diente bis in die Mitte des 20. Jahrhunderts montanistischen Zwecken. Um 1976 und in den Folgejahren wurde das gesamte Ensemble unter Schutz gestellt. 1979 wurde ein Museumsverein gegründet. 
Bekannt ist der alte Bergbauort vor allem durch das Montanmuseum Altböckstein und das Bergwerk Radhausberg auf 1900 Meter Seehöhe mit dem Hieronymusstollen, das die Geschichte des Goldabbaus dokumentiert. Hier befindet sich auch das Böcksteiner Montanforschungszentrum Radhausberg (MFZR).

## Kultur und Sehenswürdigkeiten
Am Karl Imhof-Ring befinden sich die folgenden denkmalgeschützten Gebäude:
- ehemalige Direktionsvilla
- ehemaliges Pochwerk, Werkmeisterhaus
- Säumerstall, 1745 als Pferde- und Sackzieherstall erbaut
- Wäscherhaus (Arbeiterhaus)
- ehemalige Goldschlämmanlage
- Colloredohaus Altböckstein
- ehemaliger Salzstadl
- Schule Altböckstein
- Der katholische Pfarrhof Böckstein südlich der Kirche wurde 1742 als Bergverwalterhaus errichtet. Das Bauwerk gilt als das älteste noch existierende Gebäude des Ortsteils Böckstein.[6]

Weitere Sehenswürdigkeiten:
- Die Böcksteiner Kirche Maria vom guten Rat wurde in den Jahren 1764 bis 1766 vom Baumeister Christian Glaner aus Werfen nach Plänen des hochfürstlichen Bauverwalters Wolfgang Hagenauer erbaut. Auftraggeber war Erzbischof Sigismund von Schrattenbach. Das Deckenbild der 1767 eingeweihten Kirche zeigt die Ursprungsgeschichte des Gnadenbildes Maria vom guten Rat von Genazzano und stammt von Johann Weiß aus Augsburg. Daneben befinden sich vor allem Motive aus dem Bergbau. Die Böcksteiner Kirche diente im Jahre 1830 auch Jakob Alt (1789–1872) als Motiv zu einer Lithographie und wurde von dem Künstler der Biedermeierzeit noch ohne das Jagdschloss dargestellt.

- In der Parkanlage vor dem Pfarrhof befinden sich der denkmalgeschützte Gusseisenbrunnen und der früher für den Goldbergbau eingesetzte Steintrog von Böckstein.

- Auf dem Kirchenhügel steht das 1880 fertiggestellte Jagdschloss des Grafen Rudolf von Czernin, das 1902 ausbrannte, aber mit geringfügigen Änderungen nach Plänen von Josef Wessicken durch Baumeister Angelo Comini wieder errichtet wurde.[7]